# Золотой век Дании

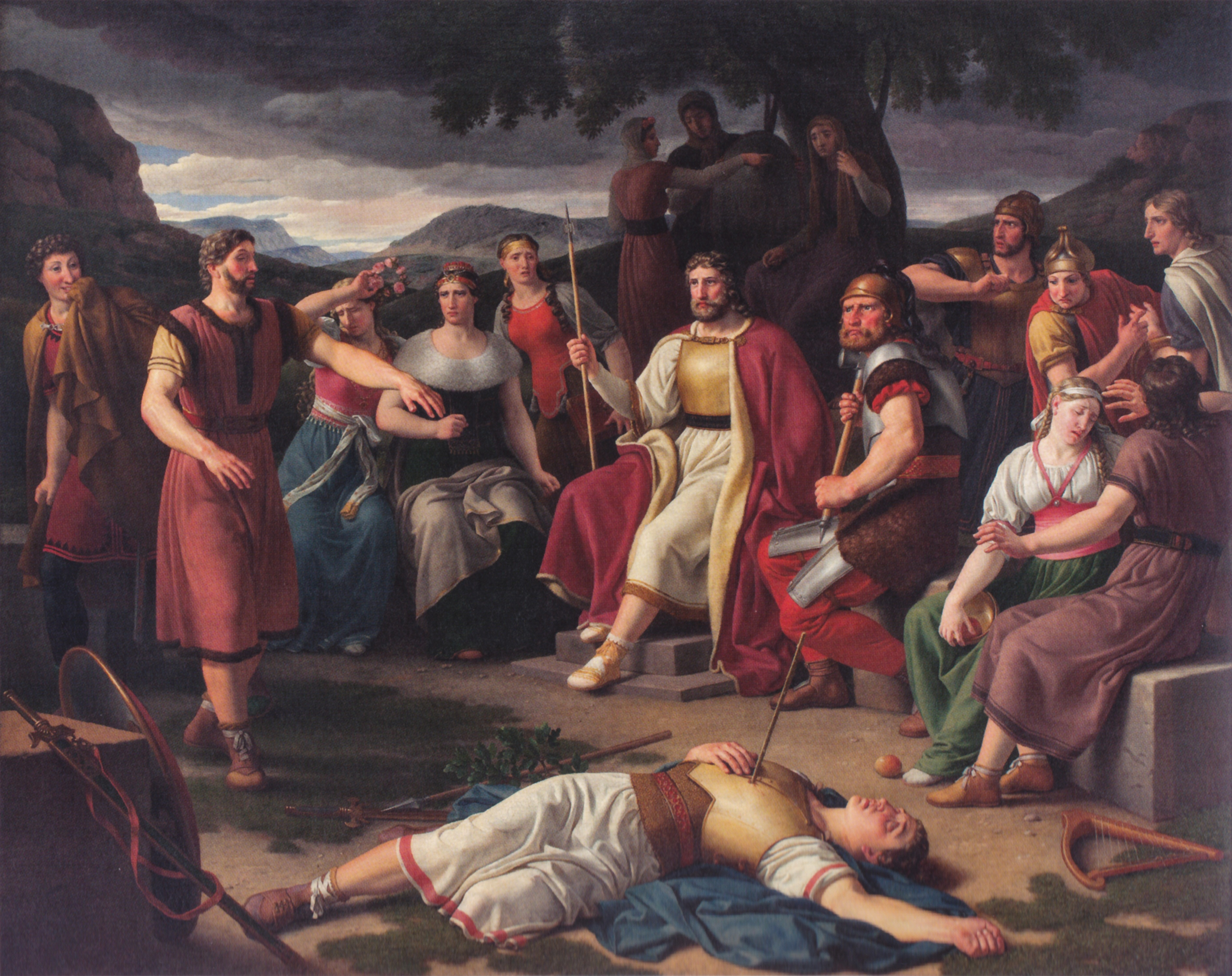
«Смерть Бальдра». К. В. Эккерсберг, 1817

Датский золотой век — период, который охватывает историю развития различных видов искусства в Дании в течение первой половины XIX века. Впервые этот термин использовал в 1890 году датский философ Вальдемар Ведель. В 1896 году, датский писатель Вильгельм Андерсен назвал «Золотой век» самым богатым периодом в истории культуры Дании.

## История

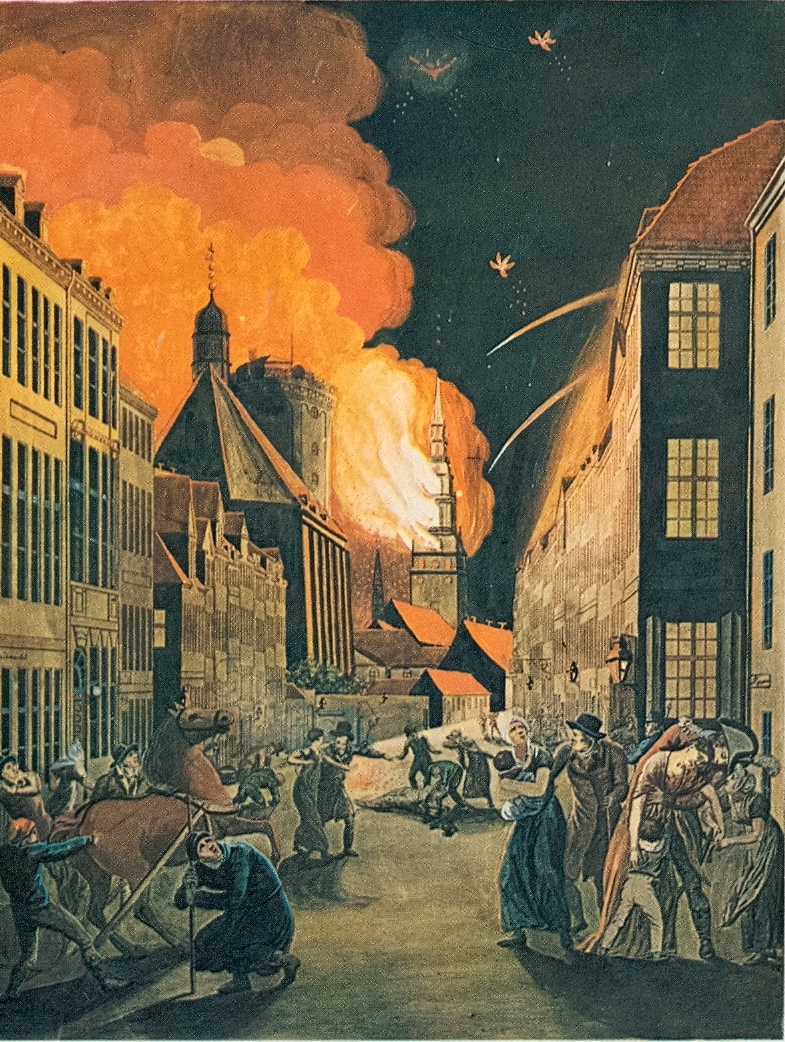
Копенгаген в огне, К. В. Эккерсберг, 1807

Хотя столица страны, Копенгаген, пострадала в это время от пожаров, бомбардировки и национального банкротства, искусство вступило в новый период развития, катализатором которого стал германский романтизм. Этот период, вероятно, чаще всего ассоциируется с золотым веком датской живописи с 1800 по 1850 год, в который были созданы работы Кристоффера Вильхельма Эккерсберга и его учеников, в том числе Вильгельма Бендза, Кристена Кёбке, Мартинуса Рёрбю, Константина Хансена и Вильгельма Марстранда, а также скульптуры Бертеля Торвальдсена.
В этот период также наблюдается развитие датской архитектуры в стиле классицизма. Копенгаген, в частности, приобрёл новый облик благодаря зданиям, спроектированным Кристианом Фредериком Хансеном и Микаэлем Готтлибом Биннесбёллем.

В отношении музыки золотой век охватывает творчество целого ряда фигур, вдохновлённых датским романтическим национализмом, в том числе Хартманна, Ганса Христиана Лимбе, Нильса Гаде и балетмейстера Августа Бурнонвиля.
Литература периода сосредоточена на романтизме, внедрённом в 1802 году норвежско-немецким философом Хенриком Стеффенсом. Основными писателями были Адам Эленшлегер, Бернхард Северин Ингманн, Николай Грундтвиг и, не в последнюю очередь, Ханс Кристиан Андерсен, родоначальник современной датской литературной сказки.
Сёрен Кьеркегор способствовал развитию философии, в то время как Ханс Кристиан Эрстед достиг прогресса в области фундаментальной науки. Золотой век, таким образом, оказал глубокое влияние не только на жизнь в Дании, но и — со временем — на международную культурную жизнь.

## Живопись
Новые идеи в философии повлияли на дальнейшее развитие культуры, искусства и науки Дании и особенно ярко эти изменения прослеживаются в области живописи.
В начале XIX века в датской живописи впервые со времен средневековья был сформирован особый национальный стиль. До этого времени искусство традиционно служило монархии, аристократии и всей системе их власти. В начале XIX века, Кристоффер Вильхельм Эккерсберг вместе со своими учениками пришёл к осознанию того, что с приходом индустриализации, средние классы обрели силу и влияние. Благодаря ему место парадного исторического искусства заняли пейзаж (в частности большой популярностью пользовались изображения Датской природы) и жанровая живопись, более понятные и привлекательные и менее претенциозные.
Кристоффер Эккерсберг учился в Париже у Жака-Луи Давида, а также был под влиянием Бертеля Торвальдсена. Эккерсберг преподавал в Датской королевской академии изящных искусств в 1818—1853 годах, был её директором в 1827—1828 годах. Он оказал значительное влияние на последующее поколение художников, для которых пейзажная живопись вышла на первый план. Среди его учеников были Вильгельм Бендз, Кристен Кёбке, Мартинус Рёрбю, Константин Хансен и Вильгельм Марстранда, ставшие впоследствии ведущими художниками своего времени. Исследование работ Эккерсберга и его учеников указывает на ряд важных аспектов, проливающих свет на творческий процесс в датской живописи начала XIX века.
Вильгельм Бендз выделялся технически выполненными портретами своих товарищей-художников, сценами с уроков анатомии в Академии и групповым портретами; Константин Хансен, глубоко интересовавшийся литературой и мифологией и вдохновлённый Нильсом Лауритсом Хёйеном, создал национальную историческую живопись, основанную на скандинавской мифологии; в работах Кристена Кёбке также видно влияние Хёйена, призывавшего художников искать предмет в народной жизни своей страны вместо того, чтобы искать темы в других странах, таких как, например, Италия; Вильгельм Марстранд был чрезвычайно продуктивным художником, он освоил изумительное разнообразие жанров, многие его работы сегодня считаются узнаваемыми символами датской истории и культуры, среди них сцены из гостиных и с улиц Копенгагена, праздничная и общественная жизнь Рима, репрезентативные портреты граждан и новаторов, а также монументальные заказы для университетов и монархии; Мартинус Рёрбю известен своими жанровыми картинами Копенгагена, своими пейзажами и архитектурными картинами, а также многочисленными набросками, которые он делал во время своих путешествий по странам, которые в то время редко кем ещё исследовались.
Считается, что датский Золотой Век длился примерно до 1850-х годов. К середине XIX века датская культура сильно пострадала от датско-прусской войны (1848—1850 гг.). Политические реформы 1848 года привели к концу абсолютной монархии и принятию в 1849 году датской конституции, что ознаменовало начало новой эры. К тому же расширение Копенгагена за пределы старых валов в 1850-х годах открыло новые возможности для городской экспансии.

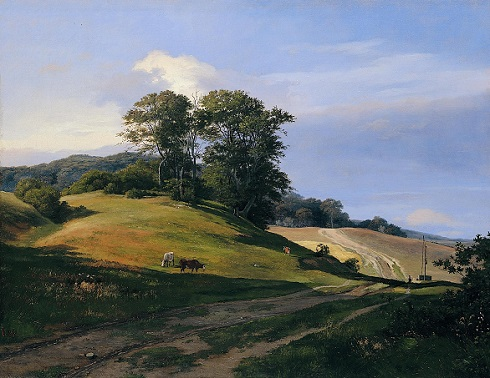
Sørup Vang, Йохан Томас Лундбай, 1841
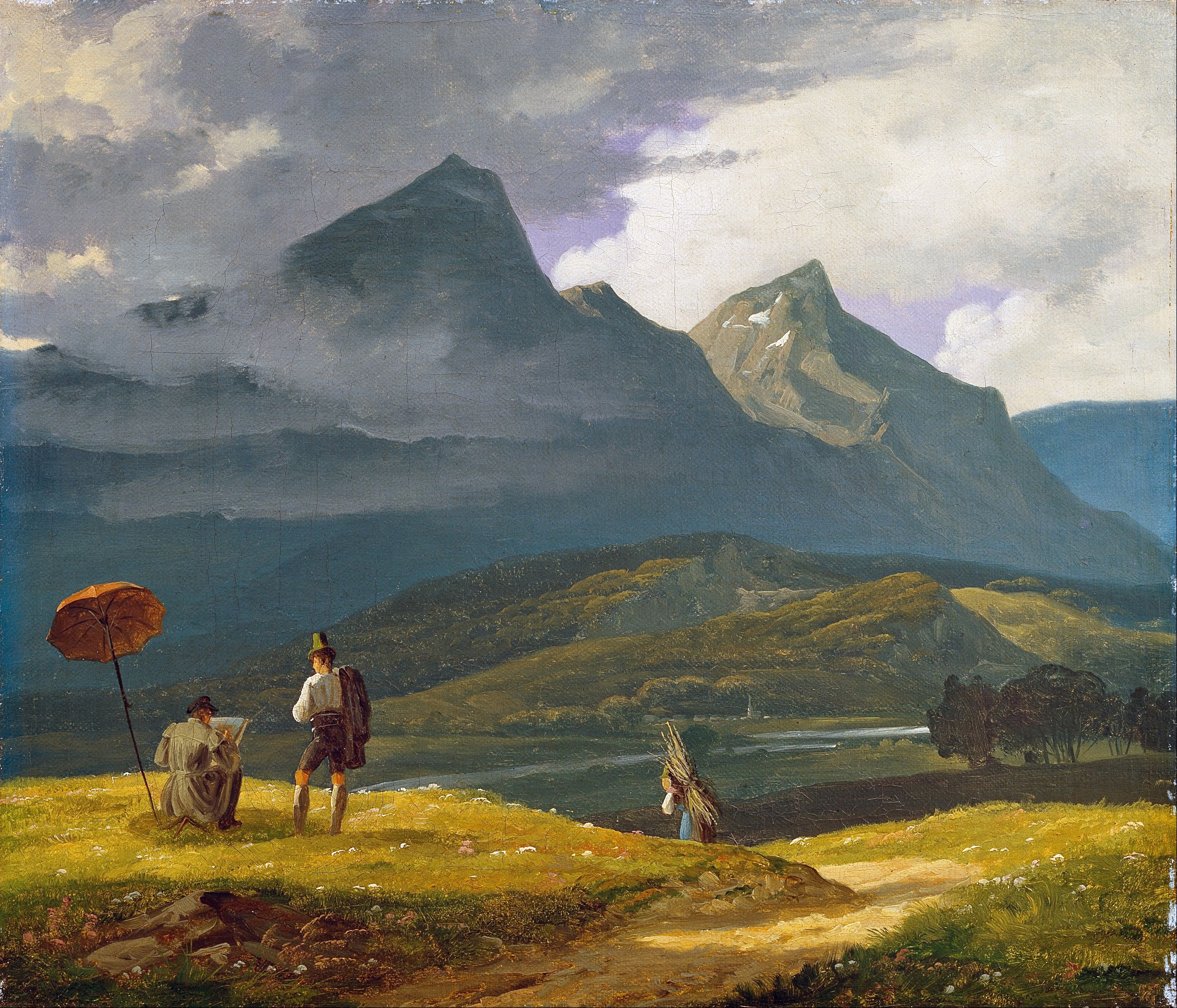
Горный ландшафт, Вильгельм Бендз, 1831
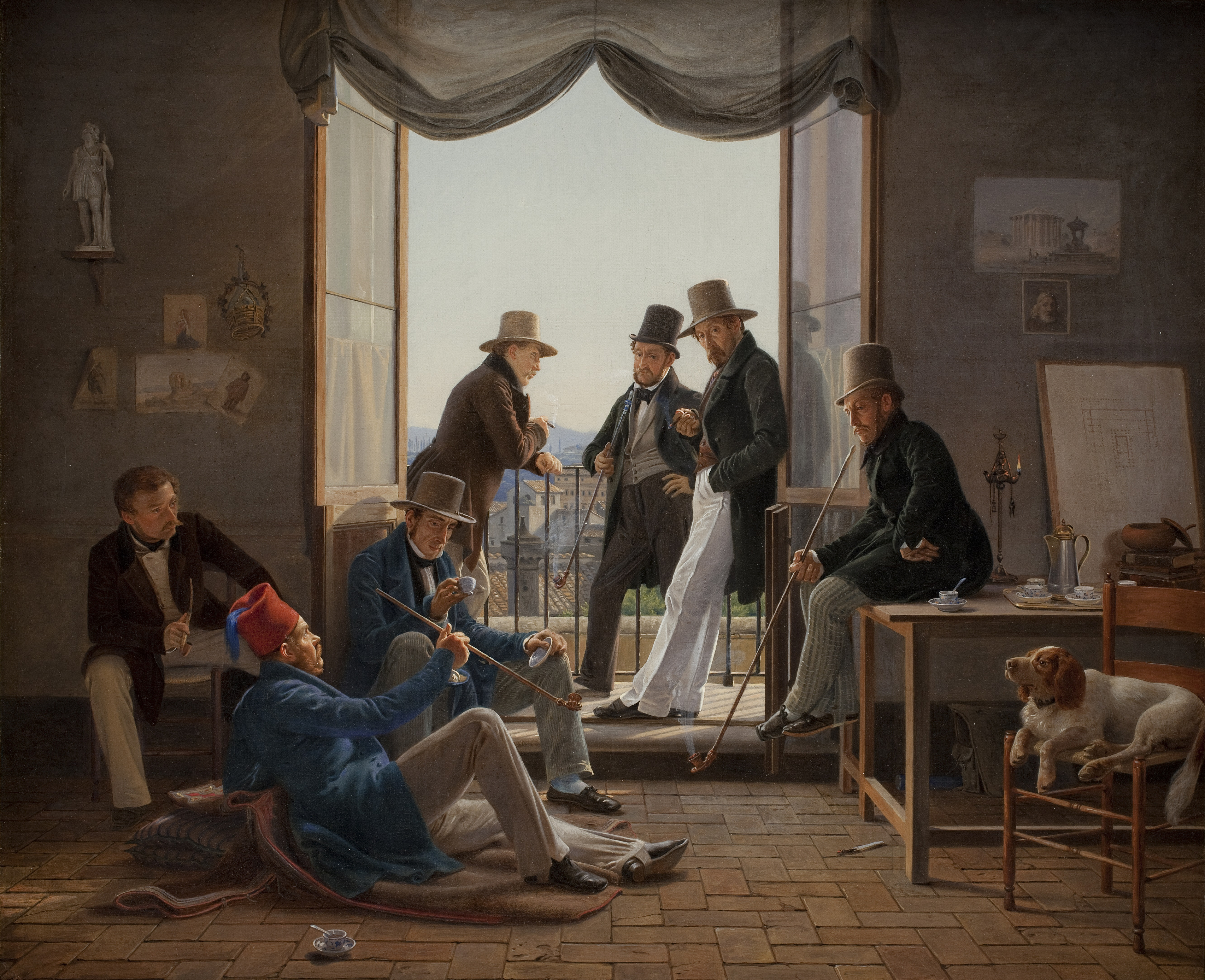
Компания датских художников в Риме, Константин Хансен, 1837
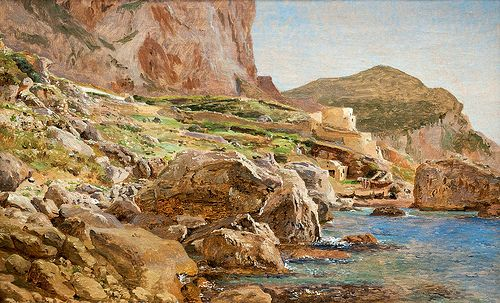
Marina Piccola, Кристен Кёбке, 1839/40
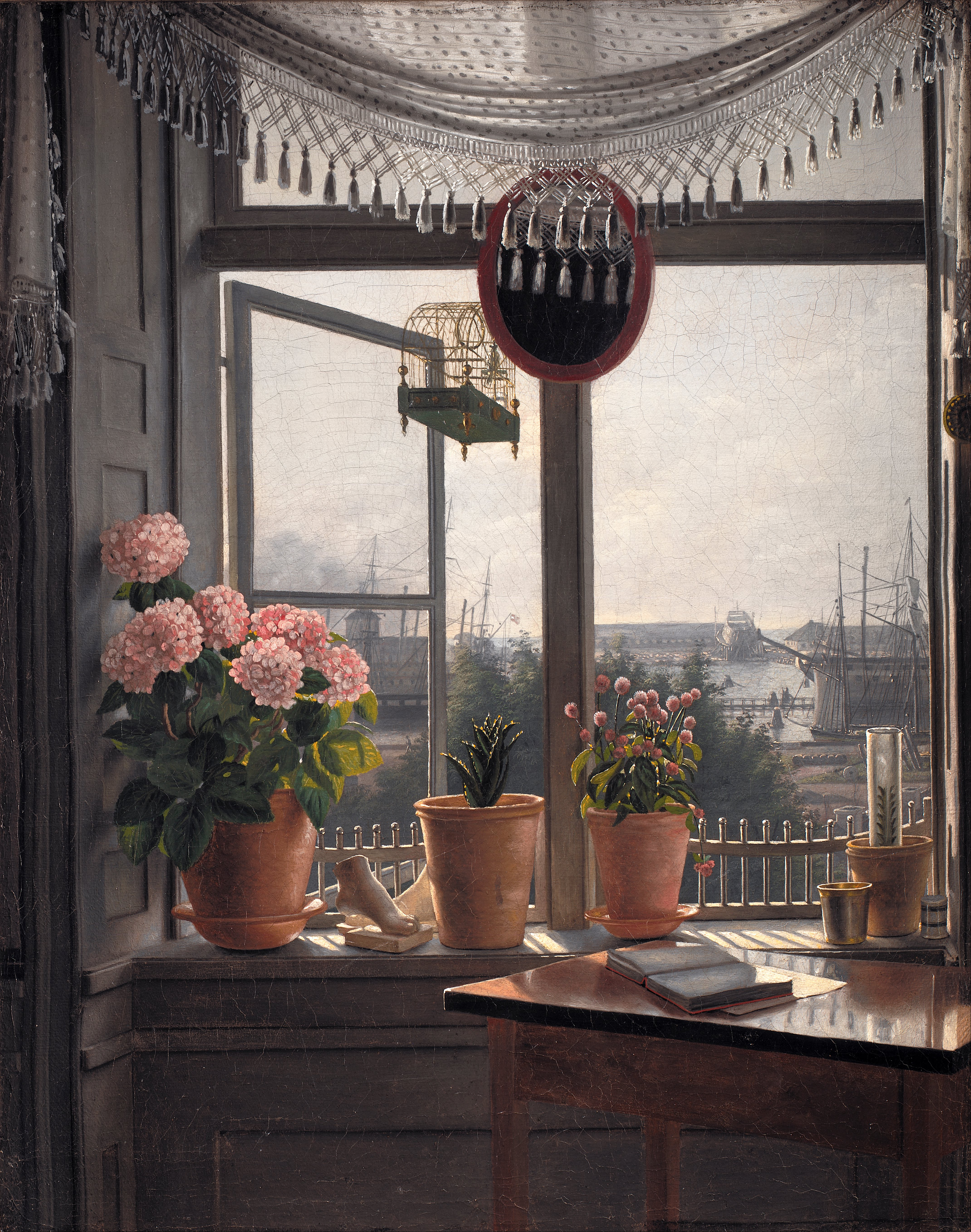
Вид из комнаты художника, Мартинус Рёрбю, 1825
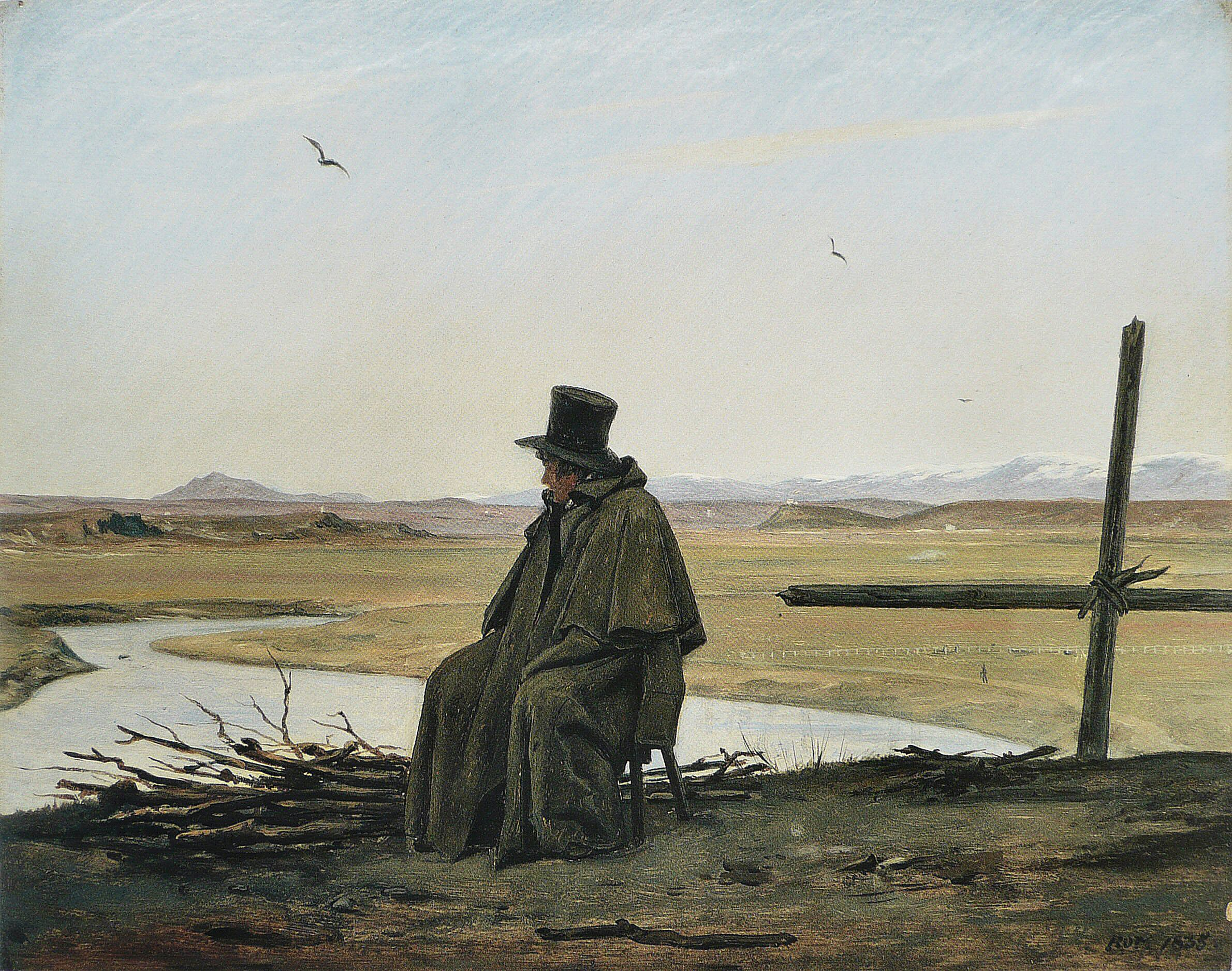
Путешественник, Мартинус Рёрбю, 1835